# 肯特·代博维格
肯特·代博维格博士（R. Kent Dybvig），1987年毕业于美国北卡洛尼那大学获博士后，曾担任印第安纳布鲁明顿大学计算机系教授，现为思科卓越工程师。专攻程序语言研究领域，作为首席设计和开发人员发布了Chez Scheme而在Lisp社区和Scheme语言社区声誉鹊起。
他和丹尼尔·福瑞得曼一起致力推广将Scheme语言用于计算机科学教学领域。
鉴于他在计算和信息技术领域的理论和应用方面的贡献，尤其是设计和开发了Chez Scheme，
ACM 于2006年颁发杰出工程师给肯特·代博维格博士，这是该协会首次颁发此奖项。
肯特·代博维格博士撰写了《The Scheme Programming Language》一书。这是关于Scheme语言的优秀著作。

## 著作
- The Scheme Programming Language, 4th edition, ISBN 978-0-262-51298-5.